# ماورو فاليينتي
ماورو فاليينتي (بالإسبانية: Mauro Valiente)‏ هو لاعب كرة قدم أرجنتيني في مركز الهجوم، ولد في 28 يناير 2001 في Luque ‏ في الأرجنتين. لعب مع تاليريس كوردوبا.

## وصلات خارجية
- ماورو فاليينتي على موقع قاعدة بيانات كرة القدم.إي يو (الإنجليزية)
- ماورو فاليينتي على موقع Soccerway.com (الإنجليزية)